# São Simão de Litém
São Simão de Litém is een plaats (freguesia) in de Portugese gemeente Pombal en telt 1 605 inwoners (2001).